# Guy Klucevsek
Guy Klucevsek (ur. 26 lutego 1947 w New Kensington, zm. 22 maja 2025) – amerykański akordeonista i kompozytor, specjalizujący się w muzyce awangardowej i jazzie oraz klezmer.
W latach 80. XX wieku lider formacji Ain’t Nothin’ But A Polka Band. Jako jeden z nielicznych instrumentalistów wykorzystywał akordeon w muzyce improwizowanej. Wraz z różnymi muzykami nagrał szesnaście albumów. Współpracował m.in. z Billem Frisellem, Johnem Zornem i Fredem Frithem.

## Wybrana dyskografia
- Manhattan Cascade (1991)
- Flying Vegetables of the Apocalypse (1991)
- Polka Dots and Laser Beams (1992)
- ?Who Stole the Polka? (1992)
- Citrus, My Love (1993)
- Transylvanian Softwear (1994)
- Stolen Memories (1996)
- Free Range Accordion (2000)
- Accordance (2001)
- The Heart of the Andes (2002)
- Tales from the Cryptic (2003)
- The Well-Tampered Accordion (2005)